# Сыхра, Ян
Ян Сыхра (чеш. Jan Sychra, 21 марта 1969, Брно, Чехословакия) — чешский стрелок, выступавший в ските. Чемпион Европы 2010 года, победитель шести этапов кубка мира, участник 4-х Олимпиад.

## Карьера
Ян Сыхра начал выступать за национальную сборную на международных соревнованиях ещё в 1985 году. Самым большим успехом в карьере Сыхры является золото чемпионата Европы 2010 года в Казани, а также 6 побед на этапах кубка мира (Никосия 1995, Лима 1999, Мюнхен 2009, Консепсьон 2011, Гранада 2013, Мюнхен 2014). Был участником 4-х Олимпиад. Его наивысшим достижением на Олимпийских играх стало 6 место в 2012 году. Последним крупным турниром Сыхры стал чемпионат Европы 2016 года в Лонато, где он завоевал серебро и бронзу. Завершил спортивную карьеру в конце 2016 года, сразу после чемпионата мира среди военных, на котором он стал серебряным призёром.

## Достижения
2-кратный чемпион мира (в команде)
 4-кратный серебряный призёр чемпионатов мира (в команде)
 3-кратный чемпион Европы (1 личное + 2 командных золота)
 5-кратный серебряный призёр чемпионатов Европы (2 личных + 3 командных серебра)
 7-кратный бронзовый призёр чемпионатов Европы (2 личные + 5 командных бронзы)
 6-кратный победитель этапов кубка мира (Никосия 1995, Лима 1999, Мюнхен 2009, Консепсьон 2011, Гранада 2013 и Мюнхен 2014)
 2-кратный серебряный призёр этапов кубка мира (Мюнхен 1995 и Белград 2007)
 2-кратный бронзовый призёр этапов кубка мира (Чханвон 2007 и Минск 2008)
 Чемпион 6-х мировых военных игр 2015 года в Корее